# Paul Lobstein
Paul Lobstein, född den 28 juli 1850 i Épinal, död den 13 april 1922, var en franskfödd tysk protestantisk teolog.
Lobstein blev efter studier i Strassburg, Tübingen och Göttingen 1877 extra ordinarie och 1884 ordinarie professor i dogmatik i Strassburg. Till sin teologiska åskådning tillhörde han närmast den ritschlska riktningen. 
Bland hans arbeten kan nämnas Die Ethik Calvins in ihren Grundzügen entworfen (1877), Petrus Ramus als Theologe (1878), La notion de la préexistence du fils de Dieu (1883), La doctrine de la sainte cène (1889), Le dogme de la naissance miraculeuse du Christ (1890), La christologie traditionnelle et la foi protestante (1892; "Den traditionella kristologien och den protestantiska tron", 1894) och Essai d’une introduction à la dogmatique protestante (1896).